# Nobutaka Suzuki
Nobutaka Suzuki (japanisch 鈴木 伸貴 Suzuki Nobutaka; * 12. September 1983 in Ageo, Präfektur Saitama) ist ein ehemaliger japanischer Fußballspieler.

## Karriere
Suzuki erlernte das Fußballspielen in der Schulmannschaft der Omiya Higashi High School. Seinen ersten Vertrag unterschrieb er 2001 in Deutschland beim 1. FC Saarbrücken. Mit dem Verein aus Saarbrücken spielte er in der 2. Fußball-Bundesliga. Nach Ende der Saison 2001/2002 musste er mit Saarbrücken in die Regionalliga absteigen. 2004 stieg der Verein wieder in die 2. Liga auf. Mitte 2005 wechselte er zum Regionallisten Eintracht Trier. 2007 kehrte er in seine Heimat zurück, wo er sich dem Zweitligisten Shonan Bellmare aus Hiratsuka anschloss. Am Ende der Saison 2009 stieg der Verein als Tabellendritter in die erste Liga auf auf. Für den Verein absolvierte er 59 Ligaspiele. 2011 wechselte er in die Präfektur Tottori zum Zweitligisten Gainare Tottori. Für den Verein absolvierte er acht Ligaspiele. Die Saison 2013 stand er für den FC Kagoshima auf dem Spielfeld. Samut Songkhram FC, ein Erstligist aus Thailand, verpflichtete ihn die Hinserie der Saison 2014. Mit dem Verein aus Samut Songkhram spielte er in der ersten Liga des Landes, der Thai Premier League. Die Rückserie spielte er beim Zweitligisten Phitsanulok FC in Phitsanulok. Am Ende der Saison musste er mit dem Klub den Weg in die Drittklassigkeit antreten. Nach dem Abstieg beendete er seine Karriere als aktiver Fußballspieler.